# Copa Santiago de Futebol Juvenil
La Copa Santiago de Futebol Juvenil, también conocida como Torneio Internacional de Futebol Juvenil Romeu Goulart Jacques, es una competición internacional de fútbol Sub-17, disputada anualmente en la ciudad brasileña de Santiago, en Rio Grande do Sul.
Esta competición es organizada por el Cruzeiro de Santiago, y lleva el nombre del fundador del club, teniente Romeu Goulart Jacques. Es disputada desde 1989, y fue reconocida por la CBF, en 1993, y por la FIFA, en el año siguiente.

## Campeones
| Año  | Campeón                 | Vicecampeón         |
| ---- | ----------------------- | ------------------- |
| 1989 | Nacional                | Grêmio              |
| 1990 | Internacional           | Fluminense          |
| 1991 | Matsubara               | Grêmio              |
| 1992 | Internacional           | Independiente       |
| 1993 | Internacional           | Grêmio              |
| 1994 | Nacional                | Selección de China  |
| 1995 | Grêmio                  | Criciúma            |
| 1996 | Grêmio                  | Internacional       |
| 1997 | Grêmio                  | Criciúma            |
| 1998 | Grêmio                  | Criciúma            |
| 1999 | Fluminense              | Juventus-SP         |
| 2000 | Grêmio                  | Cruzeiro            |
| 2001 | Internacional           | Grêmio              |
| 2002 | Cruzeiro                | Vitória             |
| 2003 | Internacional           | Atlético Paranaense |
| 2004 | Cruzeiro                | Vitória             |
| 2005 | Internacional           | Grêmio              |
| 2006 | Atlético Mineiro        | Atlético Paranaense |
| 2007 | Internacional           | Goiás               |
| 2008 | Grêmio                  | Internacional       |
| 2009 | Internacional           | América-MG          |
| 2010 | Internacional           | Gama                |
| 2011 | Internacional           | Danubio             |
| 2012 | Internacional           | Cruzeiro            |
| 2013 | Internacional           | Criciúma            |
| 2014 | Internacional           | Corinthians         |
| 2015 | Independiente del Valle | Avaí                |

### Títulos por club
| Club                    | Títulos | Vicecampeonatos |
| ----------------------- | ------- | --------------- |
| Internacional           | 11      | 2               |
| Grêmio                  | 6       | 5               |
| Cruzeiro                | 2       | 2               |
| Nacional                | 2       | 0               |
| Fluminense              | 1       | 1               |
| Atlético Mineiro        | 1       | 0               |
| Matsubara               | 1       | 0               |
| Independiente del Valle | 1       | 0               |
| Criciúma                | 0       | 4               |
| Atlético Paranaense     | 0       | 2               |
| Vitória                 | 0       | 2               |
| América-MG              | 0       | 1               |
| Corinthians             | 0       | 1               |
| Danubio                 | 0       | 1               |
| Gama                    | 0       | 1               |
| Goiás                   | 0       | 1               |
| Independiente           | 0       | 1               |
| Juventus-SP             | 0       | 1               |
| Selección de China      | 0       | 1               |
| Avaí                    | 0       | 1               |

### Títulos por país
| País      | Títulos | Vicecampeonatos |
| --------- | ------- | --------------- |
| Brasil    | 24      | 23              |
| Uruguay   | 2       | 1               |
| Ecuador   | 1       | 0               |
| Argentina | 0       | 1               |
| China     | 0       | 1               |